# Tomentella coerulea
Tomentella coerulea är en svampart som först beskrevs av Giacopo Bresàdola, och fick sitt nu gällande namn av Höhn. & Litsch. 1908. Tomentella coerulea ingår i släktet Tomentella och familjen Thelephoraceae.  Arten är reproducerande i Sverige. Inga underarter finns listade i Catalogue of Life.